# 3523 Arina
3523 Arina (1975 TV2) là một tiểu hành tinh vành đai chính được phát hiện ngày 3 tháng 10 năm 1975 bởi Chernykh, L. ở Nauchnyj.